# Карійська війна
Карійська війна — умовна назва конфлікту елліністичних держав Птолемеїв та Селевкідів, котрий датують 280-279 роками до н. е.

## Ситуація у Малій Азії після війни Селевка та Лісімаха
У лютому 281 р. до н. е. сирійський властитель Селевк розгромив царя Македонії та Малої Азії Лісімаха. Останній загинув у бою, а Селевк дістав можливість поглинути всю державу супротивника. Втім, вже у вересні того ж року він був зрадницьки вбитий своїм супутником Птолемеєм Керавном, котрий поспішив захопити престол Македонії. Стосовно ж малоазійського півострова, то тут цілий ряд варварських держав та елліністичних міст відмовились підкоритись спадкоємцю Селевка Антіоху I, що, зокрема, вилилось у боротьбу з так званою північною лігою.
Оскільки на початку царювання Антіох I був зайнятий придушенням заворушень у старих провінціях Сирійської держави та не міг приділити достатньо уваги малоазійським залишкам царства Лісімаха, цим вирішив скористатись правитель Єгипту Птолемей II. Продовжуючи політику свого батька, він будував морську торговельну державу, чому й був зацікавлений у надбанні гаваней по всьому елліністичному світу. Крім того, позбавлений лісів Єгипет потребував для підтримки свого флоту джерел деревини, отримати яку, зокрема, було можливо на Кіпрі (захоплений в середині 290-х), у Фінікії (належала Птолемеям з першої половини 280-х) та на південному узбережжі Малої Азії.
Оскільки усі історичні твори з оповідями про події по смерті останніх діадохів (тобто Лісімаха та Селевка) до нас не дійшли, у їх дослідженні вченим доводиться спиратись на нечисленні та розрізнені звістки й окремі написи. В одній зі своїх елегій, котру відносять до періоду від 273 до 270 років до н.е., поет Теокріт називає Птолемея володарем Кілікії, Памфілії, Лікії та Карії (що в цілому підтверджується кількома заснованими тут птолемеївськими колоніями, а також написами з окремих міст), проте невідомо, коли саме ці землі перейшли до єгипетських царів.

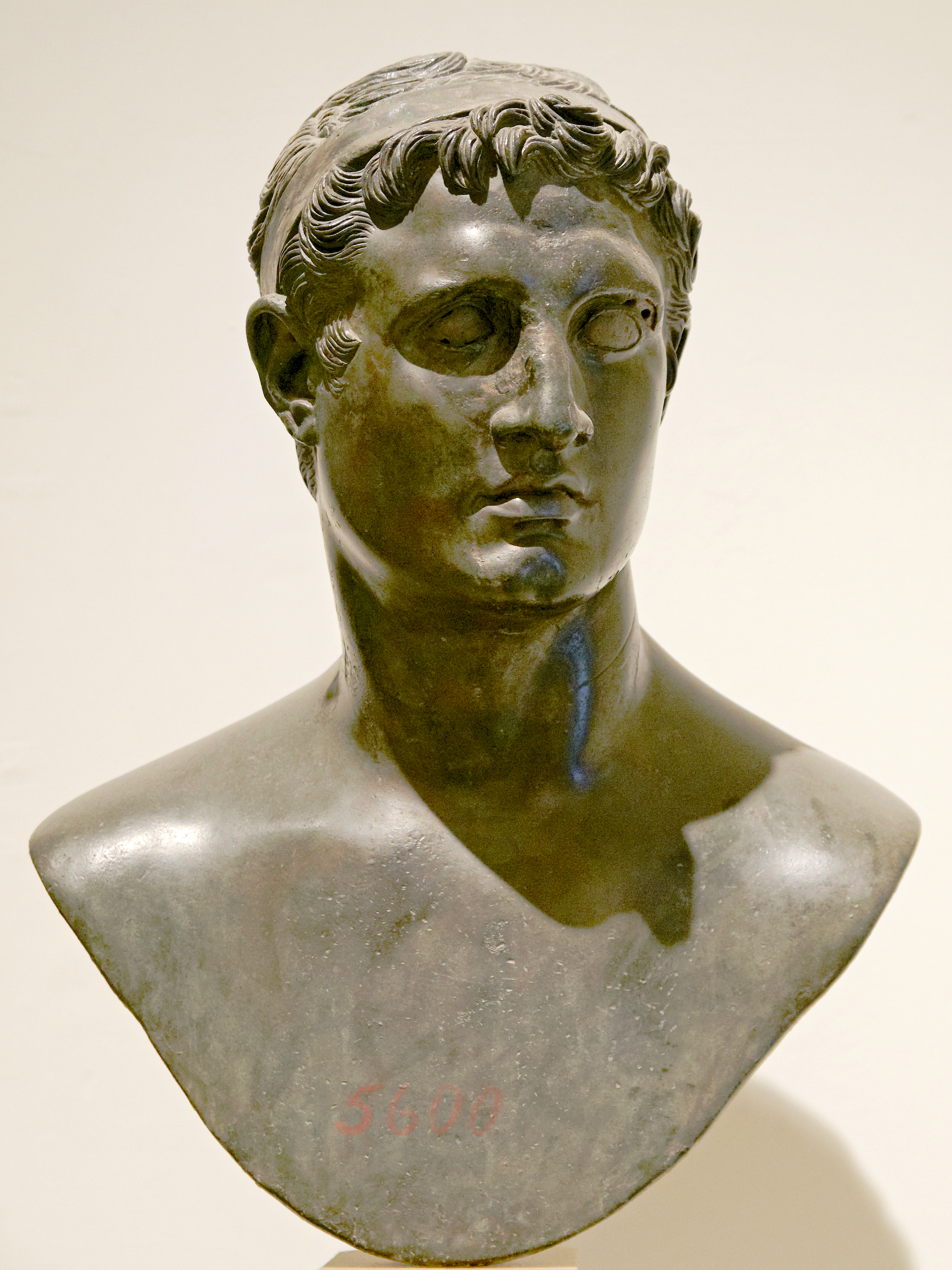
Птолемей II

Частина цих володінь була захоплена Єгиптом ще при Птолемеї І або, у будь-якому випадку, до Карійської війни (назва надана не учасниками конфлікту, а окремими істориками нашого часу), котру датують  280-279 рр. до н.е., тобто періодом по смерті Селевка. Зокрема, станом на 288/287 р. до н.е. Птолемей I контролював лікійську Ліміру (головне місто у східній частині країни), до 282 р. до н.е. належить датований правлінням Птолемея II напис з розташованого на кордоні з Карією Тельмесса (сучасний Фетхіє), а до вересня/жовтня 281 р. до н.е. відноситься епіграфічна звістка з    пісідійського міста Термесс, котри лежить в горах неподалік від кордону Лікії та Памфілії. У відповідності до останньої, Термесс підпорядковувався памфіліарху, що недвозначно натякає на наявність єгипетських володінь у Памфілії.    

## Вірогідні надбання Птолемея II у Карії
Хоча є підстави вважати, що вже Птолемею І належав Ясос (північна частина карійського узбережжя), проте надбання єгипетським царством основних володінь у Карії, ймовірно, відноситься вже до 280-279 рр. до н.е. Важливим також є те, що на цей раз мова йшла не лише про прибережну зону, але і певні глибинні області (саме цим і пояснюється запропонована істориками назва війни). Північніше від старовинної столиці карійських правителів Міласи, у місті Амізон, знайдено датований 277 р. до н.е. напис на честь єгипетського полководця Маргоса (втім, він містить лише сам факт пошани без оповіді про події, які стали причиною – а отже, може розглядатись лише як непряме свідчення про вплив Птолемеїв у Карії). У поселенні на схід від Міласи, котре надалі перезаснували як Стратонікею, виявлено напис з датуванням 9-м роком правління Птолемея II (тобто 277/276 р. до н.е.). Розташовані на узбережжі центральної Карії Галікарнас та Мінд на виконання доручення цього єгипетського царя надсилали невдовзі після 280 р. до н.е. судей на острів Самос для врегулювання суперечок між його громадянами. Стосовно нещодавно згаданої Міласи впевнено датованих свідчень немає, проте в декреті полководця Селевкідів, котрий захопив це місто під час Другої або Третьої Сирійської війни, згадується, що нею раніше управляли Птолемеї. Враховуючи розташування між Галікарнасом, Амізоном та Стратонікеєю, є підстави припускати перехід Міласи під контроль Єгипта одночасно з ними.
Також до Карійської війни може відноситись захоплення міста Кавн, розташованого у східній частині узбережжя Карії неподалік від кордону з Лікією. При цьому давньоримським істориком Поліеном описаний епізод з облогою Кавна, під час якої полководець Птолемея Філокл підкупив окремих міських чиновників. Останні так організували видачу хліба воякам, що єгиптяни змогли напасти на тимчасово полишене без охорони місто та захопити його. Втім, Філокл згадується ще на початку 300-х років до н.е. як соратник Птолемея І, так що цей епізод міг відноситись і до періоду боротьби останнього з Антигонідами.   
Водночас варто відзначити, що ситуацію з реконструкцією подій у Карії заплутує наявність тут династа Евполема, дата та обставини завершення правління якого невідомі (можлива дата його смерті — 285-280 рр. до н.е. — вельми близька до періоду Карійської війни).

## Можливі надбання Птолемея II в Іонії

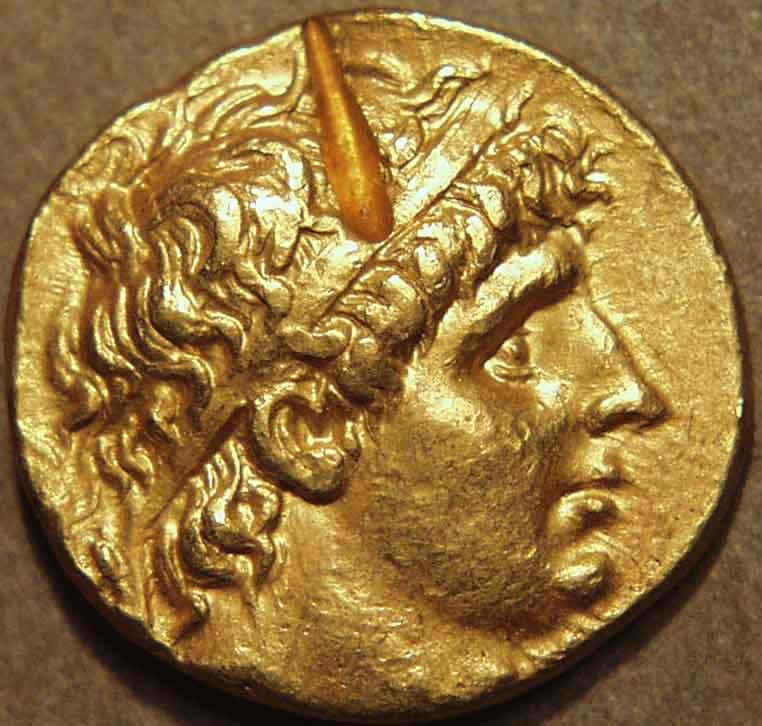
Зображення на монетах Антіоха I

Північніше від Карії розташовувалась найбільш приваблива частина малоазійського примор'я – Іонія – з її великими грецькими містами (саме тут, в Ефесі, знаходилась остання резиденція Лісімаха). Вважається, що не пізніше 280 р. до н.е. під контролем Птолемея II опинився іонійський острів Самос, оскільки, відповідно до знайденого декрету, на ньому єгипетський полководець Філокл провадив збори утвореної на Кікладах острівної ліги, присвячені першому святу на честь померлого Птолемея I. Втім, неможливо однозначно стверджувати, що Самос належав до царства Лісімаха та, відповідно, мав би належати Антіоху I як спадкоємцю Селевка (ідентифікація Лісімаха як володаря острова базується виключно на його арбітражі у суперечці між самосцями та жителями Прієни).
Окремі історики також вважають наділення Птолемеєм II сусіднього південноіонійського міста Мілет землями свідченням його входження до єгипетської держави. Про цей подарунок царя відомо з напису, котрий вважається ключовим для визначення дати завершення Карійської війни — він відноситься до 279/278 року до н. е. та повідомляє про посередництво мілетійців у досягненні згоди з Антіохом І.    
У будь-якому випадку, більша частина Іонії залишалась в руках Селевкідів навіть після наступної 1-ї Сирійської війни — знайдено датований 269 р. до н.е. лист до Антіоха від імені Іонічного союзу. На жаль, від розділу з переліком міст-підписантів залишився лише уламок із двома першими назвами — Ефесом та Лебедосом, проте навряд чи від імені союзу могла виступати меншість учасників (всього до нього входило 13 міст).

## Інші можливі наслідки Карійської війни
Таким чином, лише щодо Західної Кілікії наразі немає достатньо обгрунтованих припущень щодо часу її приєднання до Єгипетського царства (наприклад, заснування тут стратегом Аетом міста Арсіноя відносять до періоду між 279 та 253 роками до н.е.). Не виключено, що це відбулось під час всі тієї ж Карійської війни. Те саме припускають і щодо розташованого у іншому регіоні Дамаску, котрий в 270-х роках довелось відбивати Селевкідам (втім, вавилонська клинописна хроніка відносить останній епізод до 276 р. до н.е., тобто до 1-ї Сирійської війни).